# De seks Søstre
De seks Søstre også kaldet Nybørs var en husrække fra 1600-tallet i Børsgade i forlængelse af Børsen i København.
Oprindeligt lå her et værtshus, men da de senere blev fjernet, solgte kong Frederik 3. nabogrunden for enden af Børsen til sin egen rentemester, Henrik Müller, på betingelse af, at Müller ville opføre nogle ordentlige beboelses- og pakhuse på stedet. Resultatet blev husrækken De seks Søstre. Det var tre sammenbyggede gavlhuse med to boliger i hver, hvor forhuset lå ud mod Slotsholmskanalen langs Børsgade og det bagved indrettede pakhus havde front mod Børsgraven, der senere blev tildækket. Husene var store, fornemme borgerhuse i en hollandsk renæssancestil, hvor der først og fremmest boede rige købmandsfamilier. I starten af 1800-tallet var en kendt beboer i husrækken, Børsgade 66, Søren Kierkegaards forlovede, Regine Olsen, hvis fader, Terkel Olsen fra Finansdepartementet boede her.
De seks Søstre blev revet ned i 1901 og erstattet af Axel Bergs bygning for Privatbanken, i dag C.F. Tietgens Hus, i en stilblanding af hollandsk renæssance og nybarok. Nedrivningen blev i samtiden set som et stort tab, og sagen var, sammen med bl.a. Efterslægtsselskabets Skole, der 1913 måtte vige for Illum, en direkte anledning til først oprettelsen af Foreningen til Gamle Bygningers Bevaring i 1907 og siden landets første bygningsfredningslov i 1918.